# Acqua e terra
Acqua e Terra (1998) è il primo album de I ratti della Sabina.
Ne esiste una versione rimasterizzata del 2004.

## Tracce
1. Il Sogno del Menestrello
2. Ricordi
3. Fra le Braccia della Luna
4. Il pazzo e la Stella
5. Carnevale Liberato
6. Nel Giorno della Liberazione
7. In Viaggio
8. Alla Malinconia
9. L'Omo
10. Ballata di acqua e di terra
11. Lettera mai scritta
12. Oltre la città
13. Piccola canzone
14. La ciucca

La canzone Alla malinconia è tratta da una poesia di Hermann Hesse intitolata "An die melancholie".